# 庄內交通
庄內交通（日语：／，英文：Shonai Kotsu Co.,ltd.）株式會社是一間總部位於山形縣鶴岡市的巴士公司。主要在山形縣庄內地方內經營巴士業務。

## 概要
在1943年10月1日，在戰時體制下進行陸運統制，於庄內地方內的當地私鐵公司庄內電鐵與各間巴士公司，包括鶴岡合同自動車、鶴岡出羽自動車、酒田乘合自動車和本間自動車商會合併。成立了庄內交通（資本150萬日圓）。在戰後，為了出羽三山参詣作為目的，建設了兩條收費道路，分別為羽黑山收費道路和湯殿山收費道路。另外客量逐年增加，公司穩定地成長。
但是踏入昭和40年代，隨著庄內地方機動化的發展，巴士客量開始下跌。在1972年，公司由於拖欠工資，使工會採取罷工行動，維持半個月，公司面臨存亡危機。經歷這次事件，所有高級主管都辭職了。隨後，庄內交通得到主力銀行莊內銀行的支援下，透過借貸和重組業務以意解決危機。在1975年3月31日，由於鐵路業務無利可圖的關係，便把旗下唯一一條鐵路線湯野濱線廢除，也著手處理閒置房產。此外，公司了解到只靠巴士業務難以維持公司運作，因此重新開發公司所擁有的土地，作為新的收入來源。

## 房地產事業
基於上節所提及的方針，庄內交通於鶴岡市錦町建設庄交MALL（現時：S-MALL）購物中心，該處還設置了一座巴士總站。該購物中心在1978年11月開設大榮公司鶴岡店，成為該購物中心的主要租戶。在購物中心附近建設了一座酒店。在1981年4月7日，子公司庄交開發與第一酒店合作經營第一Inn鶴岡(現時：東京第一酒店鶴岡）。在1991年10月，隨著庄內機場啟用，於酒店旁建設了鶴岡SS大樓，大樓與酒店相連。在機場啟用後，庄內交通與全日空簽訂了庄內地區的總代理協議，開始負責當地的機場地勤和利木津巴士業務。此外，隨著一般巴士路線的業務長期低迷，便建立了子公司以轉讓虧損路線。為了與地區保持密切聯繫，位於各處建立小型巴士公司，包括溫海交通、庄交小型巴西、羽越觀光巴士和松山觀光巴士等。

### 事業多元化
在1988年，成立了庄交Store，以使公司多元化發展。該公司與大榮公司簽定特許經營協議，於庄內地區開設湯野濱店（鶴岡市）和龜崎店（酒田市）等分店。另外在朝日村（現時：鶴岡市）開設庄交家庭滑雪場和庄交索道，以及開設健身中心Plus One。
在1993年10月26日，隨著山形自動車道鶴岡交匯處開放使用。於附近開設了Drive In形式的大型商店庄內觀光物產館。在1996年4月，與鶴岡市和金融機構等公司共同成立第三部門「庄內Fishing Village」，該部門營運位於鶴岡市伊勢原町內的「出羽庄內釣魚迷會館」。內裡以《釣魚迷日記》的主角作為特點，展示當地的漁業文化和設有商品販賣。由於參觀人次比預想中少，造成了赤字，使該館在2001年結業。庄內交通還曾經經經哥爾夫球練習場等，在最頂盛時期擁有23間子公司。
在2003年5月1日，庄內交通的房地產與經銷部門分離。而巴士事業等客運部門則由新公司庄交公司負責，以專門營運客運業務，以穩定財務基礎並提高獲利能力。在2006年10月1日，庄內交通和4間巴士公司與生活相關公司合併，成立新的控股公司庄交控股（庄交HD）。同時在庄交HD旗下成立完全子公司庄內交通。

## 年表

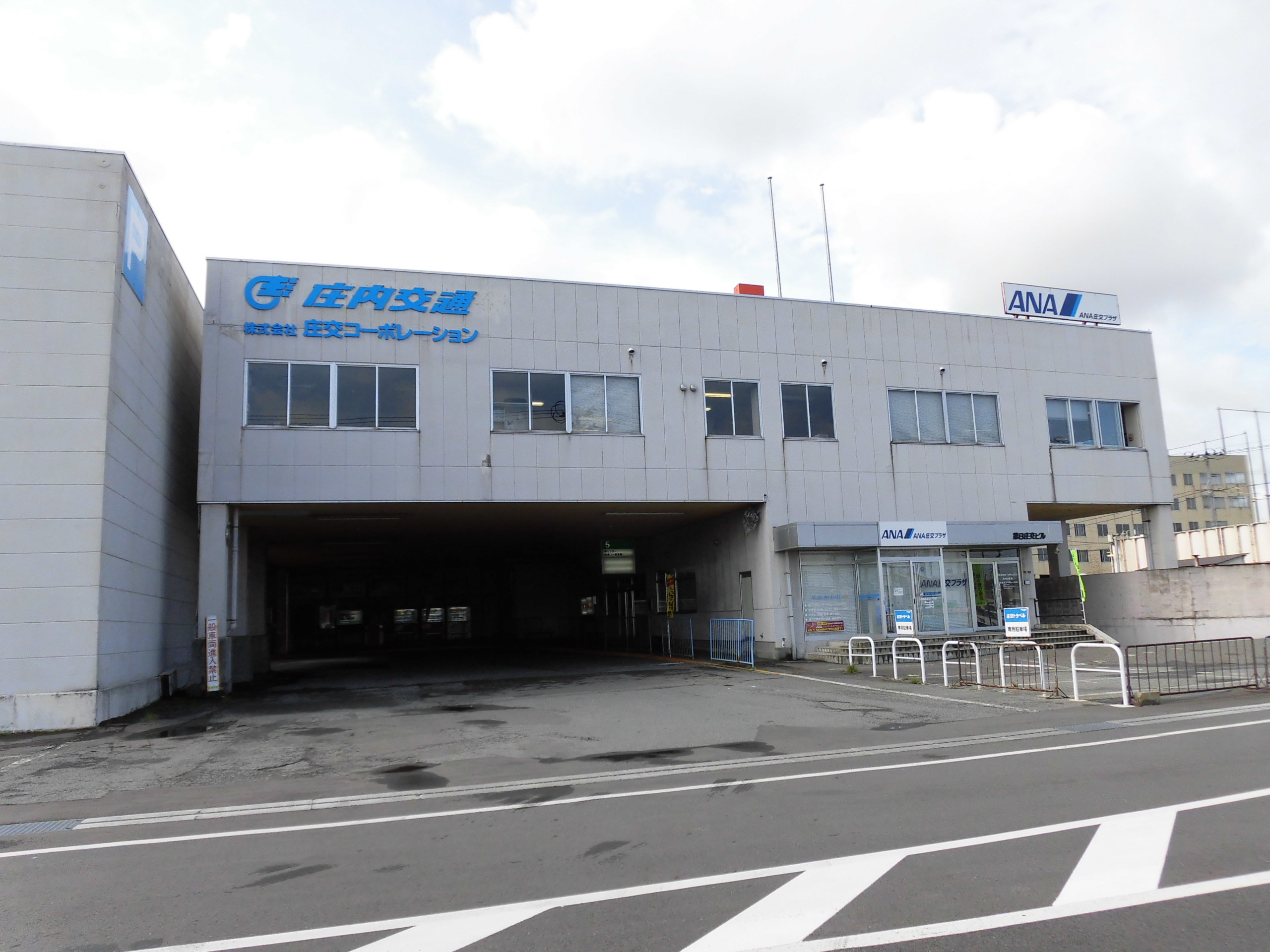
庄內交通總部

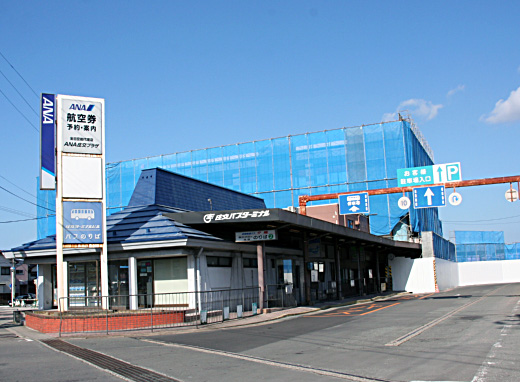
庄交巴士總站（2007年1月）

- 1928年（昭和3年）9月8日 - 庄內電氣鐵道株式會社成立。
- 1929年（昭和4年）12月8日 - 湯野濱線啟用。
- 1934年（昭和9年）5月14日 - 公司改名為庄內電鐵株式會社。
- 1943年（昭和18年）10月1日 - 庄內電鐵與4間巴士公司合併，庄內交通株式會社成立。
- 1946年（昭和21年）8月5日 - 酒田營業所落成，舉行竣工儀式[11]。
- 1957年（昭和32年）8月15日 - 羽黑山收費道路開始使用。
- 1963年（昭和38年）10月1日 - 湯殿山收費道路開始使用。
- 1964年（昭和39年）11月 - 余目營業所啟用[12]。
- 1968年（昭和43年）5月1日 - 八幡營業所啟用[13]。
- 1975年（昭和50年）3月31日 - 湯野濱線廢除。公司退出鐵路業務[14]。
- 1976年（昭和51年）11月1日 - 溫海營業所遷移[15]。
- 1978年（昭和53年）11月4日 - 庄交MALL（大榮公司（日语：ダイエー）鶴岡店，現時：S-MALL（日语：エスモール））啟用。
- 1981年（昭和56年）
  - 4月7日 - 第一Inn鶴岡（日语：第一ホテル）（現時：東京第一酒店鶴岡（日语：阪急阪神ホテルズ））開業。
  - 9月26日 - 庄交總站大廈（酒田大沼（日语：大沼 (百貨店)）→大榮公司（日语：ダイエー）酒田店）開業。
- 1982年（昭和57年）11月 - 引入雙層巴士[16]。
- 1988年（昭和63年）10月25日 - 與東京急行電鐵（當時）聯營，開設行走於澀谷至鶴岡、酒田之間的夜行高速巴士「日本海Highway夕陽號」。
- 1989年（平成元年）8月4日 - 開設酒田·鶴岡 - 仙台線（日语：仙台 - 酒田・本荘線）。
- 1991年（平成3年）10月1日 - 庄內機場啟用。開設空港聯絡巴士。
- 1992年（平成4年）10月1日 - 與國際興業巴士（日语：国際興業バス）聯營，開設行走於赤羽·大宮 - 鶴岡·酒田之間的夜行高速巴士「庄內·日本海Highway夕陽號」。
- 1993年（平成5年）10月26日 - 大型Drive-in「庄內觀光物產館故鄉本鋪」開幕[17]。
- 2002年（平成14年）
  - 8月31日 - 庄交MALL的核心商鋪，大榮公司鶴岡店結業。
  - 10月26日 - S-MALL（日语：エスモール）（舊・庄交MALL）翻新重開。
- 2003年（平成15年）5月15日 - 房地產部門併入株式會社東京第一酒店鶴岡，成為株式會社庄交公司（日语：庄交コーポレーション）。
- 2005年（平成17年）8月31日 - 庄交總站大廈的核心商鋪，大榮公司酒田店結業。
- 2006年（平成18年）10月1日 - 庄內交通與4間巴士公司和生活相關公司合統，成為庄交控股。隨後成立新的子公司（新）「庄內交通株式會社」。
- 2014年（平成26年）4月1日 - 與3間巴士公司（庄內交通觀光巴士（日语：庄内交通観光バス）、溫海交通和朝日交通）再次合併[18]。
- 2016年（平成28年）11月4日 - 關閉朝日營業所。
- 2017年（平成29年）
  - 4月1日 - 開設酒田·鶴岡 - 仙台國際機場線[19]。
  - 4月28日 - 開設酒田·鶴岡 - 京都·難波線[20]。
  - 10月1日 - 夕陽號加設東京迪士尼樂園到發班次[21]。
- 2018年（平成30年）
  - 2月15日 - 在鶴岡市市內行走的部分巴士路線區間中，中學生至大學生的車費一律定為100日圓[22][23]。
  - 3月31日 - 於平田地區行走的3條巴士路線最後一天營運。同日關閉平田營業所[24]。
- 2021年（令和3年）
  - 3月9日 - 山交巴士、庄內巴士和JR東日本3者為山交巴士、庄內交通兩間公司營運的所有一般巴士路線，以及山形市社區巴士（日语：山形市コミュニティバス）、高瀨線(紅花巴士)與「紅醬巴士」（高瀨線和紅醬巴士都是由山交巴士委托行走）引入「區域合作IC卡（日语：地域連携ICカード）」。並表示在2022年春季開設這個服務[25]。
  - 11月4日 - 區域合作IC卡的名稱定為「cherica」（在庄內交通發行的卡名為「shoko cherica」）[26]。
- 2022年（令和4年）
  - 5月14日 - 區域合作IC卡「shoko cherica」開始使用[27]。
  - 8月1日 - 酒田庄交巴士總站遷移至米拉尼公園大廈。
  - 10月 - 為了對應客量減少的情況，鶴岡市內循環線的車輛小型化，路線再繼續細分，增加班次與巴士站。在2023年，使用人次達到2萬9千人，比去年增加3倍。原本一日12班使用大型巴士行走的班次被取消，在2022年10月起用廂型車。為了方便乘客前往當地的醫療機構和超市等日常生活時常到訪的地點，路線進行變更，並且增加至一日48個班次。措施實行後半年，使用人次已經超越去年的數字。鶴岡市原本是一個汽車社會的城市，但是隨著長者歸還駕駛執照，為了滿足當地民居生活所需而進行這個措施[28][29]。

## 營業所、詢問處
- 鶴岡営業所
  - 山形縣鶴岡市錦町4-35
- 溫海營業所
  - 山形縣鶴岡市湯溫海字嶽之腰47-1
- 酒田營業所
  - 山形縣酒田市北濱町2-89
- 仙台營業所
  - 宮城縣名取市美田園七丁目2-5
- S-MALL巴士總站
  - 山形縣鶴岡市錦町2-60
- 酒田米拉尼巴士總站
  - 山形縣酒田市幸町一丁目10-26

## 巴士路線

### 高速巴士
< >內的是指該路線與另一間公司聯營。
- 夕陽號（日语：夕陽号） <國際興業巴士（日语：国際興業バス）> （夜行班次）
  - 酒田、鶴岡 - 東京（澀谷站、池袋站、大宮站/新宿站、東京站、秋葉原站、上野站、東京迪士尼樂園）
- 本莊 - 酒田·鶴岡 - 仙台線（日语：仙台 - 酒田・本荘線） （夕陽號） <宮城交通（日语：宮城交通）、山交巴士（日语：山交バス (山形県)）、羽後交通>
- 酒田·鶴岡 - 山形線（日语：山形 - 鶴岡・酒田線）（112高速巴士） <山交巴士>
- 酒田·鶴岡 - 仙台國際機場線
  - 2017年（平成29年）4月1日 - 開始營運，每日2個往返班次[30]。
  - 2017年（平成29年）12月1日 - 減至每日1個往返班次[31]。
  - 2019年（平成31年）4月1日 - 仙台國際機場線合併至仙台 - 酒田·本莊線。該線1個往返班次（庄內交通班次）於仙台國際機場到發[32]。
- 酒田·鶴岡 - 京都·難波 <南海巴士（日语：南海バス）>
  - 2017年（平成29年）4月28日 - 開始營運。
  - 2020年（令和2年）3月23日 - 受到新冠疫情影響，使移動需求減少。暫停當日起至同年4月23日出發的班次[33]（後來延長「暫停」時間）[34]。

### 庄內機場利木津巴士
利木津巴士時間表會配合於庄內機場到發的東京航班。曾經也配合札幌的航班，但是沒有班次配合IBEX大阪的航班（在這個情況下，推薦使用預約制合乘的士）。
- 鶴岡市內⇔庄內機場
  - S-MALL巴士總站（日语：エスモール） - 鶴岡站前 - 寶田二丁目 - 寶田一丁目 - AEON Mall三川（日语：イオンモール三川）前 - 庄內機場
- 酒田市內⇔庄內機場
  - 裕1丁目 - 酒田站前 - 山居倉庫（日语：山居倉庫）前 - 公益文科大學（日语：東北公益文科大学）前 - 庄內機場

機場方向的班次途經大通商店街、Rich Garden酒店酒田前。酒田方向好班次途經酒田市途經前·酒田中町。

### 一般路線
〈○○/○○〉是單向途經，《○○》是指部分班次途經。
在上下學時段，設有於鶴岡中央高校或酒田光陵高校到發的班次。
途經路段中的粗體區間是自由乘降區間。

#### 鶴岡⇔酒田
- 外內島 - 鶴岡站前、S-MALL巴士總站 - 日本海綜合醫院（日语：日本海総合病院） - 酒田站前
  - 011：外內島 - 鶴岡站前 - S-MALL巴士總站 - 三川町公所前 - 庄內綜合支廳前 - AEON Mall三川 - AEON酒田南店（日语：イオン酒田南店） - 日本海綜合醫院 - 酒田站前 - 庄交巴士總站 - 裕町
  - 012：外內島 → 鶴岡站前 → S-MALL巴士總站 → 三川町公所前 → 庄內綜合支廳前 → AEON Mall三川 → AEON酒田南店 → 日本海綜合醫院 → 酒田站前 → 庄交巴士總站 → 酒田站前 → 綜合文化中心（日语：酒田市総合文化センター） → 酒田光陵高校（日语：山形県立酒田光陵高等学校）
  - 013：外內島 - 鶴岡站前 - S-MALL巴士總站 - 三川町公所前 - 庄內綜合支廳前 - AEON Mall三川
  - 014：AEON Mall三川 - AEON酒田南店 - 日本海綜合醫院 - 酒田站前 - 庄交巴士總站 - 裕町
    - 2021年10月1日 - 把原本鶴岡⇔酒田之間的直通班次改為於AEON Mall三川進行轉乘。但是平日早上和黃昏部分班次繼續設有直通運輸班次。路線號在AEON Mall三川改變。
    - 2022年4月1日 - 在直通班次中，鶴岡⇔酒田的路線號改為011、012。

#### 鶴岡管內

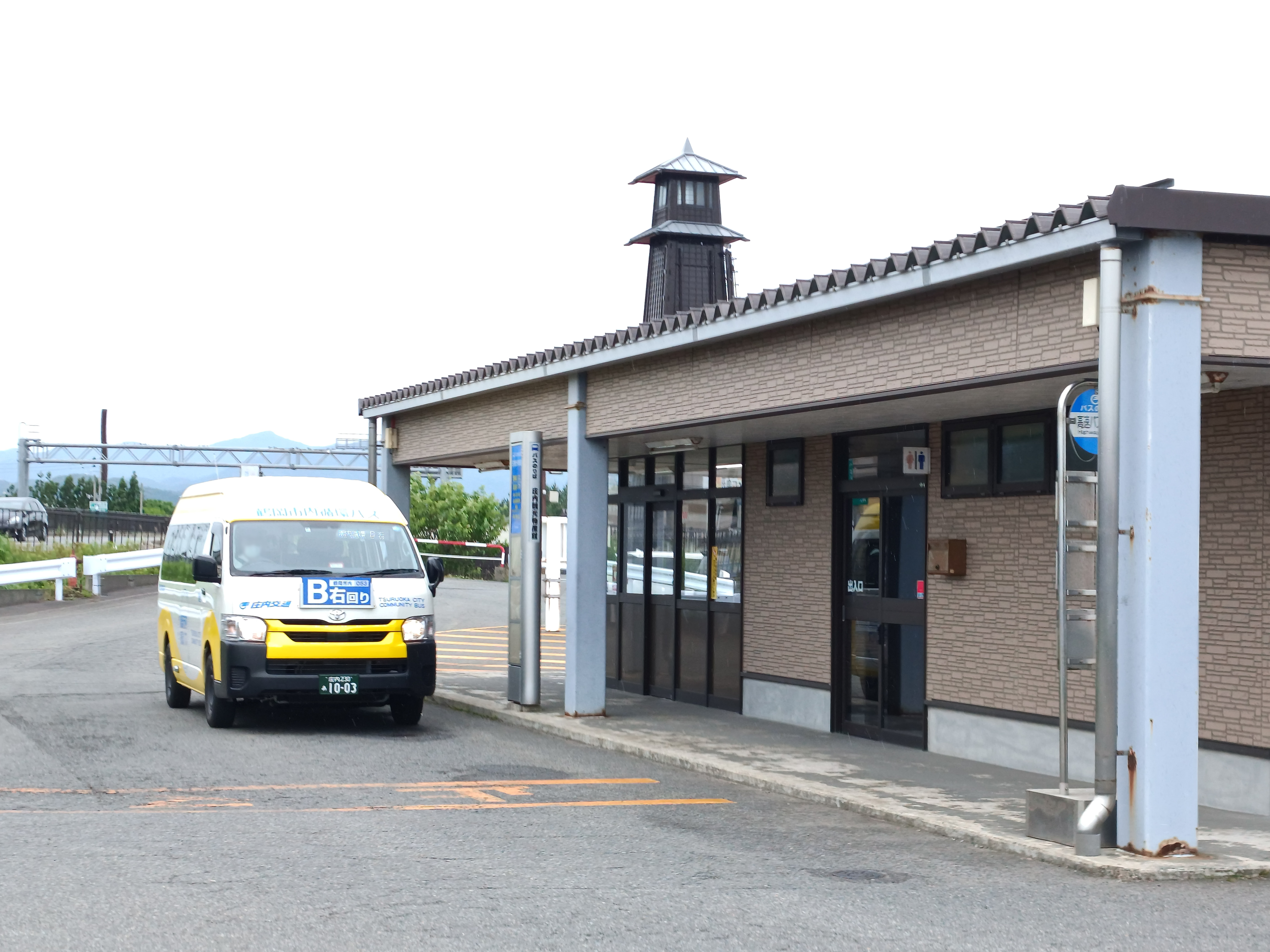
庄內觀光物產館停靠中的Communter （2023年6月11日）

- 鶴岡市内循環線
在2022年10月1日起，「鶴岡市內巡迴」路線重整為3條路線，並且從12個班次增至48個班次。車輛改為12座廂型車（豐田Hiace Communter），使巴士可駛入狹窄道路。巴士站數目由58個增至79個[35]。在經過以上變更後一個月，客量比前年同期增加3倍[36]。車費方面統一為每次乘車300日圓。車內不設找續或使用IC卡增值[35]。
  - 051（鶴岡市內循環A路線右回）：S-MALL巴士總站 → 鶴岡站前 → 南購物中心前 → 協立醫院前 → South Mall Mina → 鶴岡市政廳前 → 莊內醫院（日语：鶴岡市立荘内病院）→  鶴岡站前 → S-MALL巴士總站
  - 052（鶴岡市內循環A路線左回）：S-MALL巴士總站 → 鶴岡站前 → 莊內醫院 → 鶴岡市政廳前 → South Mall Mina → 協立醫院 → 南購物中心前 → 鶴岡站前 → S-MALL巴士總站
  - 053（鶴岡市內循環B路線右回）：S-MALL巴士總站 → 鶴岡站前 → 鶴岡市政廳前 → 圖書館前 → West Mall → 庄內觀光物產館（日语：庄内観光物産館） → 合同廳舍前 → 農學部前 → 鶴岡站前 → S-MALL巴士總站
  - 054（鶴岡市內循環B路線左回）：S-MALL巴士總站 → 鶴岡站前 → 農學部前 → 合同許廳舍前 →庄內觀光物產館 → West Mall → 圖書館前 → 鶴岡市政廳前 → 鶴岡站前 → S-MALL巴士總站
  - 055（鶴岡市內循環C路線右回）：S-MALL巴士總站 → 鶴岡站前 → 鶴岡市政廳前 → 協立醫院 → 小真木原町 → 莊內醫院 → 鶴岡站前 → S-MALL巴士總站
  - 056（鶴岡市內循環C路線左回）：S-MALL巴士總站 → 鶴岡站前 → 莊內醫院 → 小真木原町 → 協立醫院 → 鶴岡市政廳前 → 鶴岡站前 → S-MALL巴士總站

- S-MALL巴士總站·鶴岡站前 - （庄內觀光物產館） - 善寶寺（日语：善寳寺） - 湯野濱溫泉（日语：湯野浜温泉）
  - 031：湯野濱溫泉 → 善寶寺 → 愛宕神社前 → 鶴岡市中央公民館 → 鶴岡市政廳前 → 鶴岡站前 → S-MALL巴士總站
  - 033：S-MALL巴士總站 - 鶴岡站前 - 鶴岡市政廳前 - 鶴岡市中央公民館 - 庄內觀光物產館 - 愛宕神社前 - 善寶寺 - 湯野濱溫泉
    - 此線是庄內交通湯野濱線替代巴士服務。
- S-MALL巴士總站·鶴岡站前 - （庄內觀光物產館） - 加茂水族館（日语：加茂水族館） - 湯野濱溫泉
  - 032：S-MALL巴士總站 - 鶴岡站前 - 鶴岡市政廳前 - 鶴岡市中央公民館 - 美咲東通 - 愛宕神社前 - 加茂水族館 -　湯野濱溫泉
  - 034：S-MALL巴士總站 - 鶴岡站前 - 鶴岡市政廳前 - 鶴岡市中央公民館 -（ 美咲東通 ←） 庄內觀光物產館 - 愛宕神社前 - 加茂水族館 -　湯野濱溫泉
- （中央高校）S-MALL巴士總站·鶴岡站前 - 庄內觀光物產館 - 溫海溫泉
  - 061：S-MALL巴士總站 - 鶴岡站前 - 鶴岡市政廳前 - 庄內觀光物產館 - 水澤站口 - 由良溫泉（日语：由良温泉） - 三瀨 - 五十川站前 - 溫海溫泉站 - 溫海營業所
  - 092：061 → S-MALL巴士總站 → 中央高校（日语：山形県立鶴岡中央高等学校）
    - 在學校假期期間暫停營運
- （山形縣立精神醫療中心（日语：山形県立こころの医療センター））·（中央高校） - S-MALL巴士總站·鶴岡站前 - 湯田川溫泉（日语：湯田川温泉） - 坂之下 - 越澤
  - 071：S-MALL巴士總站 - 鶴岡站前 - 國立高專前 - （湯田川溫泉康復醫院） - 湯田川溫泉
  - 072：坂之下 → 湯田川溫泉 → 湯田川溫泉康復醫院 → 國立高專前 → 鶴岡站前 → S-MALL巴士總站
  - 073：S-MALL巴士總站 - 鶴岡站前 - 國立高專前 -（← 湯田川溫泉康復醫院 ←）湯田川溫泉 - 坂之下 - 越澤
  - 074：湯田川溫泉 → 湯田川溫泉康復醫院 → 國立高專前 → 鶴岡站前 → S-MALL巴士總站 → 精神醫療中心
  - 075：精神醫療中心 - S-MALL巴士總站 - 鶴岡站前 - 國立高專前 （→ 湯田川溫泉康復醫院 ）- 湯田川溫泉 - 坂之下
  - 076：精神醫療中心 → 073
  - 092：073 → S-MALL巴士總站 → 中央高校
- S-MALL巴士總站·鶴岡站前 - 羽黑隨神門 - 羽黑山頂 ⇒ 月山八合目
  - 041：S-MALL巴士總站 - 鶴岡站前 - 羽黑（日语：羽黒町）廳舍前 - 羽黑高校（日语：羽黒高等学校）前 - 羽黑隨神門 - 出羽文化紀念館前
  - 043：羽黑山頂 - 荒澤寺·遊客中心前 - 月山八合目
    - 只於部分季節營運

  - 044：（041 - ）出羽文化紀念館前 - 羽黑隨神門 - 荒澤寺·遊客中心前 - 羽黑山頂
    - 2021年10月1日 - 041系統的終點站從「羽黑隨神門」延長至「出羽文化紀念館前」
- S-MALL巴士總站·鶴岡站前 - 上田澤 - 大鳥
  - 322：S-MALL巴士總站 → 鶴岡站前 → 朝日（日语：朝日村_(山形県)）廳舍 → 上田澤
  - 324：S-MALL巴士總站 - 鶴岡站前 - 朝日廳舍 - 上田澤 - 西大鳥
- （中央高校）S-MALL巴士總站·鶴岡站前 - 大網
  - 326：（中央高校 ← ）S-MALL巴士總站 - 鶴岡站前 - South Mall Mina - 南工業團地 - 朝日體育中心前 - 月山朝日博物村 - 田麥俁
- S-MALL巴士總站·鶴岡站前 - 藤島 - 清川
  - 081：S-MALL巴士總站 - 鶴岡站前 - 藤島站前 - 藤島（日语：藤島町）廳舍前 - 立川（日语：立川町）廳舍前 - 狩川站前 - 清川站 - 清川（ - 清川八郎紀念館）
    - 星期六及假日暫停
    - 清川 - 清川八郎紀念館之間只限在季節營運
    - 曾經路線延伸至戶澤村白糸之瀧Drive In - 古口乘船所之間。
- S-MALL巴士總站·鶴岡站前 - 松根
  - 321：S-MALL巴士總站 - 鶴岡站前 - South Mall Mina - 櫛引溫泉Yu～Town
    - 星期六及假日暫停
- S-MALL巴士總站·鶴岡站前 - 落合
  - 329：S-MALL巴士總站 - 鶴岡站前 - South Mall Mina - 協立康復醫院 - 落合 - 朝日廳舍前

#### 廢除路線
由於使用人次減少。一些路線漸漸地被廢除，或者行走區間縮短。
廢除日期不詳
- 溫海營業所 - 溫海溫泉站 - 小岩川站前 - 鼠關站前 - 府屋站前 - 山北役場前
- 酒田站前 - 吹浦 - 鉾立（鳥海Blue Line快速巴士）
- 湧水 - 遊佐役場前 - 遊佐站 - 遊佐中學前 - 上山崎 - 桝川 - 吹浦站 - 菅原醫院（需求巴士）

2013年3月31日廢除
- 裕町 - 庄交巴士總站 - 酒田站前 - 中町/本町莊銀（日语：荘内銀行）前 - 舊工業高校（日语：山形県立酒田工業高等学校） - 六新田 - 中藤崎 - 南山 - 吹浦站 - 十六羅漢
- 大通商店街 - 中町/本町莊銀前 - 酒田站前 - 庄交巴士總站 - 舊工業高校 - 六新田 - 鳥海學園前 - 中藤崎 - 遊佐站 - ELPA

2014年9月30日廢除
- S-MALL - 鶴岡站前 - 大山 - 加茂 - 油戶

2015年2月28日廢除
- S-MALL - 鶴岡站前 - 美原町 - 稻生一丁目 - 稻生二丁目 - 鶴岡醫院（日语：山形県立鶴岡病院） - 新山礦泉

2018年3月31日廢除，行走區間縮短
- 砂越站前 - 平田綜合支所前 - 新山 - 上茗澤 - 山元 - 小林
- 砂越站前 - 平田綜合支所前 - 新山 - 仁助新田 - 中之俁（圓能寺）
- 砂越站前 - 平田綜合支所前 - 新山 - 仁助新田 - 海澤
- 205：溫海川長元屋 → 溫海營業所 → 溫海廳舍前 → 溫海溫泉站
- 207：（強龍寺 → 戶澤 → 山五十川 → 五十川站 → 溫海溫泉站 → 溫海廳舍前 → ）溫海營業所 → 溫海川長元屋
  - 除了207系統外，其餘4條路線被廢除。207系統在同日不再行走溫海營業所 → 溫海川長元屋之間。

2019年3月31日行走區間統短
- 326：（（中央高校 ← ）S-MALL巴士總站 - 鶴岡站前 - South Mall Mina - 南工業團地 - 朝日體育中心前 - 大網局前） - 月山朝日博物村（日语：道の駅月山） - 田麥俁
  - 不再行走大網局前 - 田麥俁之間

2019年9月30日廢除
- 酒田市內巡迴A、B路線：庄交巴士總站 - 酒田站前 - 酒田醫療中心前 - AEON酒田南店 - 日本海綜合醫院 - 古荒新田 - 富士見町 - 酒田站前 - 庄交巴士總站

2020年3月31日行走區間統短
- 081：外內島 - South Mall Mina - 鶴岡市政廳前 - 莊內醫院 - S-MALL巴士總站 - 鶴岡站前 - 藤島站前 - 藤島廳舍（日语：藤島町）前 - 立川廳舍（日语：立川町）前 - 狩川站前 - 清川站 - 清川（ - 清川八郎紀念館）
  - 不再行走外內島 - S-MALL之間。

2020年9月30日廢除
- 201：溫海營業所 - 溫海廳舍前 - 溫海溫泉站 - 五十川站前 - 山五十川 - 戶澤 - 強龍寺
- 202：溫海營業所 - 溫海（日语：温海町）廳舍前 - 溫海溫泉站 - 小岩川站前 - 鼠關站前 - AEON Town溫海 - 平澤
- 203：溫海營業所 - 溫海廳舍前 - 溫海溫泉站（ - 溫壽莊前（正面玄關）） - 溫壽莊前 - 小國 - 越澤 - 關川
- 204：溫海營業所 - 溫海廳舍前 - 溫海溫泉站（ - 溫壽莊前（正面玄關）） - 溫壽莊前 - 小國 - 越澤
- 206：S-MALL巴士總站 - 鶴岡站前 - 國立高專前 - 湯田川溫泉 - 坂之下 - 越澤 - 關川
  - 自此，庄內交通不再服務溫海地區的地區巴士線。

2021年9月30日廢除
- 042：S-MALL巴士總站 - 鶴岡站前 - 羽黑廳舍前 - 羽黑高校前 - 羽黑隨神門 - 荒澤寺·旅客中心前 - 羽黑山頂

2022年3月31日廢除與縮短路線
- 015：AEON Mall三川 → AEON酒田南店 → 日本海綜合醫院 → 酒田站前 → 庄交巴士總站 → 酒田站前 → 綜合文化中心 → 酒田光陵高校
- 311：S-MALL巴士總站 - 鶴岡站前 - 美原町 - 三中前 - 金峯登山口 - 機
- 312：S-MALL巴士總站 - 鶴岡站前 - 美原町 - 小真木原運動公園前（日语：小真木原公園） - 金峯登山口 - 機
- 321：（S-MALL巴士總站 - 鶴岡站前 - South Mall Mina - 櫛引溫泉Yu～Town） - 上松根
  - 不再行走Yu～Town - 上松根之間。

2022年7月31日廢除
- 411：裕町 - 庄交巴士總站 - 酒田站前 - 濱中 - 湯野濱溫泉
- 412：湯野濱溫泉 → 濱中 → 酒田站前·庄交巴士總站 → 酒田光陵高校前
- 431：裕町 - 庄交巴士總站 - 酒田站前 - AEON酒田南店 - 日本海綜合醫院 - 新堀 - 局 - 余目站前
- 432：特別支援學校前 - 裕町 - 庄交巴士總站 - 酒田站前 - AEON酒田南店 - 日本海綜合醫院 - 新堀 - 局 - 余目站前
- 441：裕町 - 庄交巴士總站 - 酒田站前 - 砂越站前 - 平田綜合支所（日语：平田町 (山形県)）前 - 山寺川先
- 442：山寺川先 → 平田綜合支所前 → 砂越站前 → 酒田站前·庄交巴士總站 → 酒田光陵高校前
- 451：日本海綜合醫院 - AEON酒田南店 - 酒田復康醫院前 - 酒田站前 - 庄交巴士總站 - 西高（日语：山形県立酒田西高等学校）Ground前 - 觀音寺 - 八幡綜合支所前
- 461：十里塚公民館前 - 酒田站前·庄交巴士總站 - 酒田光陵高校前 - 古湊
- 462：十里塚公民館前 - 酒田站前·庄交巴士總站 - 古湊
- 463：八重濱 - 十里塚公民館前 - 酒田站前·庄交巴士總站 - 古湊
  - 自此，庄內交通於酒田內行走的一般巴士路線中，只剩下鶴岡 - 三川 - 酒田線和酒田 - 庄內機場線2條路線。

2022年9月30日廢除
鶴岡市內循環線進行路線重組。
- 鶴岡市內巡迴1、2路線
  - 051：鶴岡市內巡廻1路線：S-MALL巴士總站 → 鶴岡站前 → 鶴岡東高校（日语：鶴岡東高等学校）前 → 伊勢原町 → 協立醫院 → 鶴岡市政廳前 → 莊內醫院（日语：鶴岡市立荘内病院） → 鶴岡站前 → S-MALL巴士總站
  - 052：鶴岡市內巡廻2路線：S-MALL巴士總站 → 莊內醫院 → 鶴岡市政廳前 → 協立醫院 → 伊勢原町 → 鶴岡東高校前 → 鶴岡站前 → S-MALL巴士總站
- 鶴岡市內巡迴3、4路線
  - 053：鶴岡市內巡廻3路線：S-MALL巴士總站 → 鶴岡站前 → 農學部前 → 庄內觀光物產館（日语：庄内観光物産館） → 協立醫院 → 市政廳前 → 莊內醫院 → 鶴岡站前 → S-MALL巴士總站
  - 054：鶴岡市內巡廻4路線：S-MALL巴士總站 → 鶴岡站前 → 莊內醫院 → 市政廳前 → 協立醫院 → 庄內觀光物產館 → 農學部前 → 鶴岡站前 → S-MALL巴士總站

## 收費道路業務
庄內交通經營以下兩條收費道路業務（基於道路運送法的一般自動車道）。
- 羽黑山收費道路（日语：羽黒山有料道路）
- 湯殿山收費道路（日语：湯殿山有料道路）

## 注腳
1. 1 2  庄内交通株式会社 第17期決算公告 （页面存档备份，存于）（日語）
2. ↑  . dl.ndl.go.jp.   [2021-07-05]. （原始内容存档于2023-04-22） （日语）.
3. ↑  . dl.ndl.go.jp.   [2021-07-05]. （原始内容存档于2023-04-22） （日语）.
4. ↑  《新版山形縣大百科事典》p.344
5. 1 2 3 4  「特別インタビュー ポスト50年を睨む 多角化戦略を積極展開し総合生活サービス企業鮮明に 庄内交通代表取締役社長 本山彌氏」《綜合交通》1993年12月号
6. ↑  「庄内交通、社有地の再開発計画 3年後の空港開港控え」《日本經濟新聞》1989年6月13日
7. ↑  「庄内交通が2子会社設立 スキー場運営の庄交索道とスーパー運営の庄交ストア」《日經產業新聞》1988年1月11日
8. ↑  「ダイエー FC事業拡大 新しい加盟契約で出店ペース拡大 新たに5ヵ年計画」《日經流通新聞》1988年7月23日
9. ↑  「赤字拡大、会社解散へ 3セク運営の釣りバカ会館」《朝日新聞》山形版 2001年5月31日
10. ↑  「庄内交通、旅客部門に特化へ、新会社設立、吸収」《朝日新聞》山形版 2003年3月18日
11. ↑  每日新聞　昭和21年8月2日山形版
12. ↑  廣報余目第153號（昭和39年11月15日）余目町
13. ↑  《一日から開設　庄交八幡営業所》莊內日報昭和43年5月1日1面
14. ↑  . 交通新聞 (交通協力會). 1975-03-28: 2 （日语）.
15. ↑  昭和51年10月29日莊內日報3頁
16. ↑  莊内日報昭和57年11月3日3頁
17. ↑  平成5年10月23日 日本經濟新聞地方經濟版東北Ｂ
18. ↑  庄内交通株式会社の合併のお知らせ（日語） 的存檔，存档日期2014年4月27日，.（庄內交通 2014年4月）
19. ↑  . 庄内交通株式会社. 2017-01-27  [2017-02-19]. （原始内容存档于2014-04-27） （日语）.
20. ↑  . 庄内交通株式会社. 2017-03-09  [2017-03-14]. （原始内容存档于2023-04-26） （日语）.
21. ↑  . 山形新聞. 2017-9-14  [2017-10-9]. （原始内容存档于2017-10-08） （日语）.
22. ↑  . 莊內日報. 2018-2-9  [2018-2-18]. （原始内容存档于2023-04-22） （日语）.
23. ↑  . 山形新聞. 2018-2-13  [2018-2-18]. （原始内容存档于2018-02-18） （日语）.
24. ↑  . 庄内交通株式会社. 2018-03-23  [2018-06-03] （日语）.
25. ↑   (PDF). 山交バス株式会社・庄内交通株式会社・東日本旅客鉄道株式会社. 2021-03-09  [2021-03-14]. （原始内容存档 (PDF)于2024-02-16） （日语）.
26. ↑   (PDF). 山交バス株式会社・庄内交通株式会社・山形県. 2021-11-04  [2021-11-04]. （原始内容存档 (PDF)于2022-04-14） （日语）.
27. ↑  . 庄内交通.   [2022-06-14]. （原始内容存档于2024-07-15） （日语）.
28. ↑  . 產經新聞. 2023-05-07  [2024-06-19]. （原始内容存档于2023-11-20） （日语）.
29. ↑  . 共同通信. 2023-05-07  [2024-06-19]. （原始内容存档于2023-11-20）.
30. ↑  . 山形新聞. 2017-04-02  [2017-11-19]. （原始内容存档于2017-04-02） （日语）.
31. ↑  . 庄内交通. 2017-11-01  [2017-12-06]. （原始内容存档于2023-04-27） （日语）.
32. ↑  . 庄内交通. 2019-02-20  [2019-04-06]. （原始内容存档于2023-10-04） （日语）.
33. ↑  . 庄内交通. 2020-03-18  [2020-04-04]. （原始内容存档于2023-04-27） （日语）.
34. ↑  . 庄内交通. 2020-04-07  [2020-04-23]. （原始内容存档于2023-04-22）.
35. 1 2  . 庄内交通.   [2022-11-25]. （原始内容存档于2024-08-02） （日语）.
36. ↑  長南里香. . 毎日新聞デジタル (毎日新聞社). 2022-11-21  [2022-11-25]. （原始内容存档于2023-06-26） （日语）.
37. ↑  . 庄内交通.   [2022-06-30]. （原始内容存档于2024-07-15） （日语）.
38. ↑  . 庄内交通.   [2022-08-18]. （原始内容存档于2024-07-15） （日语）.
39. ↑  . 庄内交通. 2022-09-05  [2022-11-25]. （原始内容存档于2023-03-27） （日语）.
40. ↑  . 庄内交通.   [2017-3-26]. （原始内容存档于2024-07-15） （日语）.

## 外部連結
- 庄內交通 （页面存档备份，存于）（日語）